# Ludność i powierzchnia Gdyni

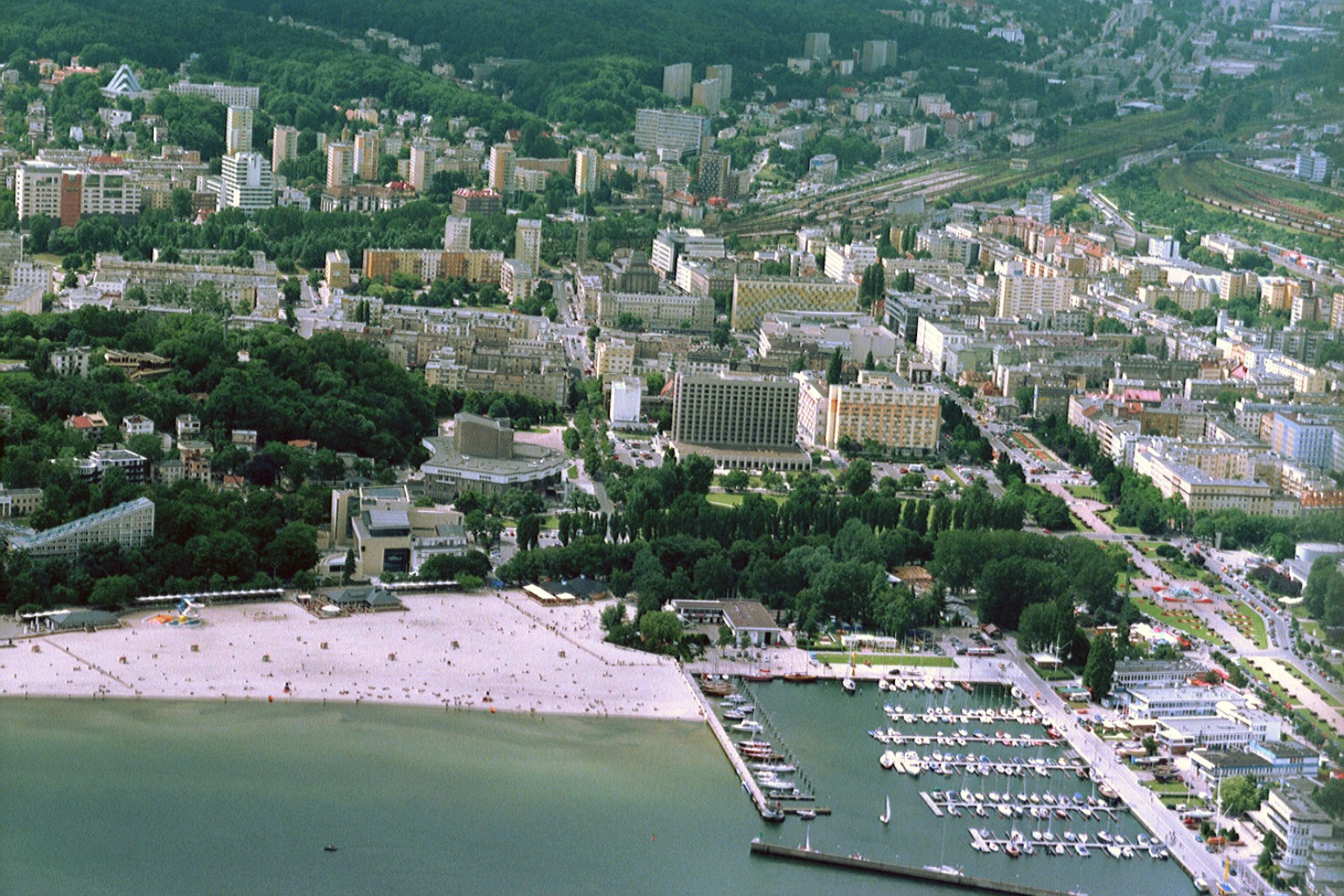
Centrum Gdyni z lotu ptaka

Ludność i powierzchnia Gdyni - liczba mieszkańców oraz powierzchnia Gdyni na przestrzeni lat.

## Ludność
- 1910 – 895 (przed nadaniem praw miejskich)[1]
- 1921 – 1 268   (Pierwszy Powszechny Spis Ludności)[2]
- 1926 – 12 000
- 1931 – 30 210   (Drugi Powszechny Spis Ludności)
- 1933 – 48 600[3]
- 1934 – 49 200[3]
- 1935 – 75 000[3]
- 1936 – 101 800[3]
- 1937 – 114 000[3]
- 1939 – 120 000   (12 miejsce w Polsce)
- 1946 – 77 829   (spis sumaryczny)
- 1950 – 103 458   (spis powszechny)
- 1955 – 129 639
- 1960 – 147 625   (spis powszechny)
- 1961 – 153 100
- 1962 – 156 200
- 1963 – 159 300
- 1964 – 162 900
- 1965 – 166 063
- 1966 – 168 900
- 1967 – 177 300
- 1968 – 180 600
- 1969 – 183 700
- 1970 – 191 500   (spis powszechny)
- 1971 – 194 304
- 1972 – 200 600
- 1973 – 209 400
- 1974 – 214 090
- 1975 – 221 056
- 1976 – 225 400
- 1977 – 229 800
- 1978 – 226 100   (spis powszechny)
- 1979 – 232 500
- 1980 – 236 432
- 1981 – 237 150
- 1982 – 237 718
- 1983 – 240 191
- 1984 – 243 134
- 1985 – 246 492
- 1986 – 248 214
- 1987 – 249 541
- 1988 – 249 866   (spis powszechny)
- 1989 – 250 936
- 1990 – 251 498
- 1991 – 251 812
- 1992 – 250 171
- 1993 – 250 590
- 1994 – 251 382
- 1995 – 251 631
- 1996 – 251 932
- 1997 – 251 585
- 1998 – 254 034
- 1999 – 252 985
- 2000 – 253 387
- 2001 – 253 364
- 2002 – 253 508   (Narodowy Spis Powszechny)
- 2003 – 253 500
- 2004 – 253 324
- 2005 – 252 791
- 2006 – 251 844
- 2007 – 250 242
- 2008 – 249 257
- 2009 – 247 859
- 2010 – 249 461
- 2011 – 248 939   (Narodowy Spis Powszechny Ludności i Mieszkań)
- 2012 - 248 726
- 2013 - 248 042
- 2014 - 247 820
- 2015 - 247 478
- 2016 - 246 991
- 2017 – 246 306
- 2018 – 246 309
- 2019 – 246 348
- 2020 – 246 000
- 2021 – 245 000
- 2022 – 243 000
- 2023 – 241 000

### Wykres
Piramida wieku mieszkańców Gdyni w 2021 roku.

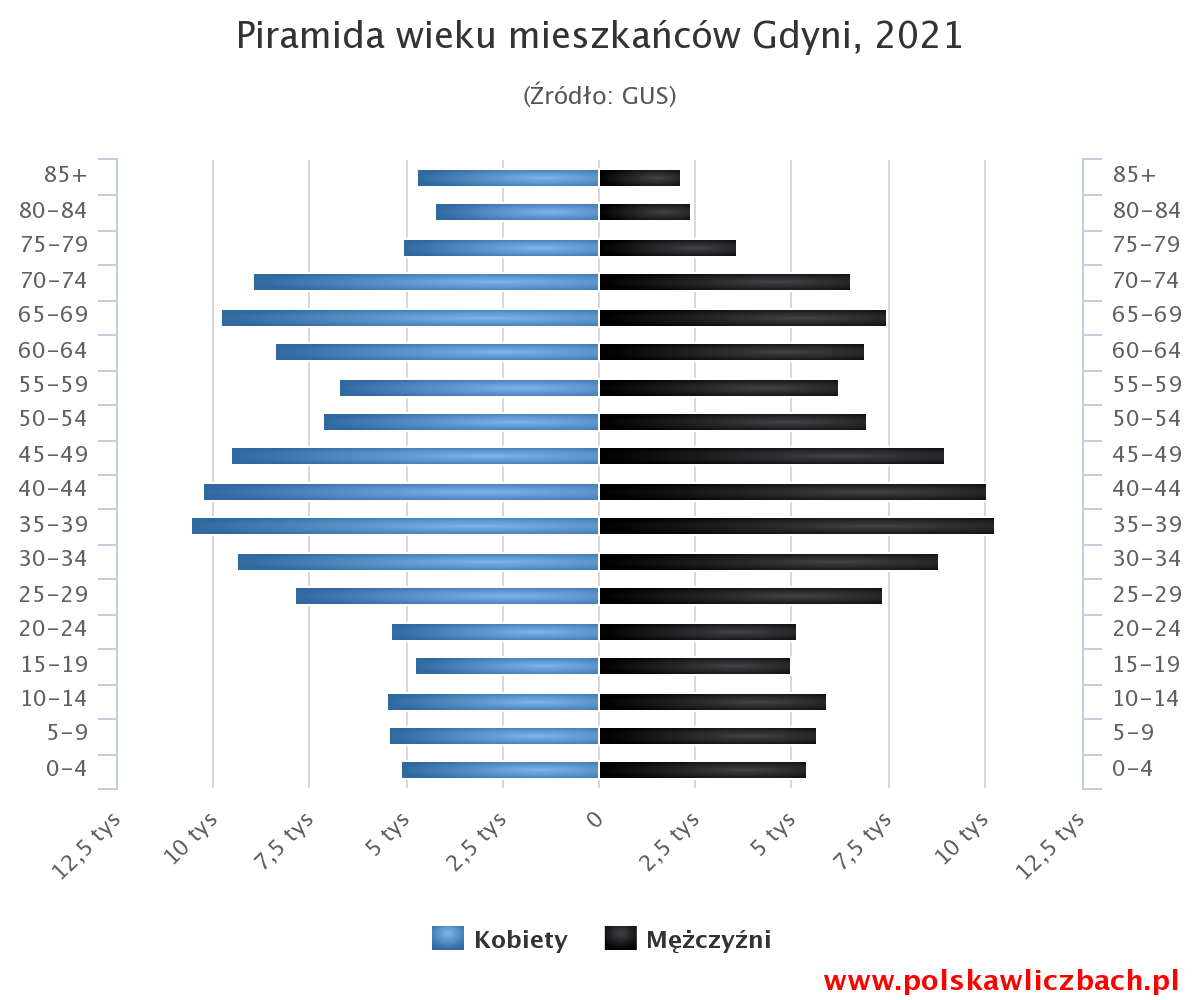

## Powierzchnia
- 1926 – 14 km²
- 1939 – 66 km²   (12 miejsce w Polsce)
- 1945 – 66 km²
- 1960 – 73 km²
- 1970 – 75 km²
- 1975 – 134 km²
- 1990 – 136 km²
- 2000 – 135,49 km²
- 2006 – 135,14 km²
- 2022 – 135,20 km²
- 2023 – 391,51 km²  (przyłączenie gruntów pod wodami morskimi)[5]